# Dufourea dysis
Dufourea dysis är en biart som beskrevs av Ebmer 1993. Dufourea dysis ingår i släktet solbin, och familjen vägbin. Inga underarter finns listade i Catalogue of Life.